# Мария-Антуанетта (мини-сериал, 1975)
«Мари́я-Антуане́тта»  (фр. Marie-Antoinette) — французский исторический 4-серийный мини-сериал, поставленный в 1975 году французским режиссёром Ги-Андре Лефранком на телеканале TF1 (Франция).

## Сюжет
Действие происходит в конце XVIII века во время падения во Франции старого порядка и начала Великой Французской революции. В центре повествования —  биография последней королевы Франции Марии-Антуанетты от юности до смерти. Характер королевы показан в развитии: сначала она —  бескомпромиссная, легкомысленная, экстравагантная, безразличная к чувствам и нуждам других людей, особенно тех, кто ниже её по положению. Впоследствии характер Марии-Антуанетты меняется, становится глубже, а события жизни королевы становятся всё более катастрофическими. К концу своей жизни и после революции королева Мария-Антуанетта становится одной из самых мужественных и героических фигур своего времени.

## В ролях
| Актёр              | Роль                                                      |
| ------------------ | --------------------------------------------------------- |
| Женевьева Казиль   | королева Мария-Антуанетта                                 |
| Паскаль Кристоф    | эрцгерцогиня Антония (королева Мария-Антуанетта в юности) |
| Франсуа Дирек      | король Людовик XVI                                        |
| Жан-Мишель Фарси   | дофин Луи-Огюст (король Людовик XVI в юности)             |
| Франсуаз Сенье     | императрица Мария-Терезия Австрийская                     |
| Филипп Лоденбаш    | император Иосиф II                                        |
| Робер Рембо        | король Людовик XV                                         |
| Мишель Грейе       | графиня Жанна Дюбарри                                     |
| Анри Деюс          | граф Ханс Аксель фон Ферзен                               |
| Жорж Верлен        | аббат Вермон                                              |
| Ив Бренвиль        | Глюк                                                      |
| Роже ван Дуд       | граф Мерси д’Аржанто                                      |
| Арлетт Тефани      | мадам де Турзель                                          |
| Жаклин Стауп       | госпожа Виктория                                          |
| Мариз Мерил        | госпожа София                                             |
| Жизель Реель       | графиня де Ноайль                                         |
| Жерар Кейо         | граф де Прованс                                           |
| Роксана Сегре      | графиня де Прованс                                        |
| Джоэл Фелзинес     | граф д’Артуа                                              |
| Анри Лябюссьер     | Бохнер                                                    |
| Анри Гизоль        | барон де Безенваль                                        |
| Ален Пролон        | граф де Водрёйль                                          |
| Морис Жакмон       | шевалье де Люксембург                                     |
| Жак Альрик         | Неккер                                                    |
| Франк-Оливье Бонне | Тюрго                                                     |
| Ив-Мари Морен      | Верньо                                                    |
| Корина Ле Пулен    | герцогиня Иоланда де Полиньяк                             |
| Анни Марбо         | графиня Диана де Полиньяк                                 |
| Анн Лефоль         | принцесса де Ламбаль                                      |
| Филипп Марш        | кардинал де Роган                                         |
| Регина Блесс       | Генриетта Кампан                                          |
| Жаклин Йоханнес    | мадам Аделаида                                            |
| Женевьева Мниш     | Роза Бертен                                               |
| Юбер де Лаппарен   | Мик                                                       |
| Ален Ноби          | Крёйц                                                     |
| Франсуа Дюнуайе    | Лафайет                                                   |
| Пьер Мейранд       | Мирабо                                                    |
| Виктор Гарривье    | Фукье-Тенвиль                                             |

## Съёмочная группа
- Режиссёр Ги-Андре Лефранк[фр.] (фр. Guy-André Lefranc)
- Сценаристы Жан Шатоне, Жан Космо
- Оператор Клод Робен
- Композитор Дэвид Бернард
- Художники-постановщики Жак Фламан, Ален Негре
- Художник по костюмам Клод Катуль

## Примечание
- «Мария-Антуанетта» —  это цветной исторический французский мини-сериал из четырёх серий по 90 минут каждая серия.
- Съёмки этого мини-сериала происходили в Версале, а также в парке Бют-Шомон, что само по себе осуществить было довольно сложно из-за большого количества посетителей.
- В мини-сериале задействовано большое количество актёров: 158 актёров, 500 статистов.
- В мини-сериале задействовано около 1800 исторически достоверных костюмов, специально изготовленных для этого мини-сериала.
- В заглавной роли снималась известная французская актриса театра и кино Женевьева Казиль, знакомая российским зрителям также по роли королевы Изабеллы Французской —  «французской волчицы» —  из мини-сериала «Проклятые короли» (1972).

## Издание на Видео
- Во Франции издавался на VHS.
- Демонстрировался по российскому телевидению, был полностью профессионально переведён и озвучен.
- В России не издавался на VHS и DVD.